# اكتون (تشيشير)
اكتون (بالإنجليزية: Acton, Cheshire)‏ هي قرية وأبرشية مدنية تقع في المملكة المتحدة في إنجلترا. يقدر عدد سكانها بـ 311 نسمة .